# ترلیچ
ترلیچ (به صربی: Trlić) یک منطقهٔ مسکونی در صربستان است که در Ub Municipality واقع شده‌است. ترلیچ ۱۸٫۳۹ کیلومتر مربع مساحت و ۸۷۷ نفر جمعیت دارد و ۱۳۶ متر بالاتر از سطح دریا واقع شده‌است.